# 590 v. Chr.
Portal Geschichte | Portal Biografien | Aktuelle Ereignisse | Jahreskalender | Tagesartikel

◄ |
7. Jahrhundert v. Chr. |
6. Jahrhundert v. Chr. |
5. Jahrhundert v. Chr. |
►

◄ | 610er v. Chr. | 600er v. Chr. | 590er v. Chr. | 580er v. Chr. |
570er v. Chr. |
►

◄◄ | ◄ | 593 v. Chr. | 592 v. Chr. | 591 v. Chr. | 590 v. Chr. |
589 v. Chr. |
588 v. Chr. |
587 v. Chr. |
► |
►►

## Ereignisse

### Politik und Weltgeschehen
- Zwischen den beiden expandierenden Reichen der Lyder unter König Alyattes II. und dem Mederreich unter Kyaxares II. kommt es zu Kriegshandlungen.

- um 590 v. Chr.: Die Meder unter Kyaxares II. erobern die Hauptstadt Tušpa und zerstören damit das Urartäische Reich.

### Wissenschaft und Technik
- In seinem 14. Regierungsjahr (591 bis 590 v. Chr.) lässt der babylonische König Nebukadnezar II. den Schaltmonat Addaru II ausrufen, der am 21. März[1] beginnt.
- Im babylonischen Kalender fällt der Jahresbeginn des 1. Nisannu auf den 20.–21. April[1]; der Vollmond im Nisannu auf den 3.–4. Mai[1] und der 1. Tašritu auf den 14.–15. Oktober[1].[2]

### Kultur
- um 590 v. Chr.: In Athen ist der Gorgo-Maler tätig, ein attischer Vasenmaler im schwarzfigurigen Stil.

## Geboren
- um 590 v. Chr.: Bias von Priene, griechischer Redner, einer der Sieben Weisen von Griechenland († um 530 v. Chr.)
- um 590 v. Chr.: Kroisos, König von Lydien († um 541 v. Chr. oder später)